# Ninia saphira
Ninia saphira är en fjärilsart som beskrevs av Aurivillius 1900. Ninia saphira ingår i släktet Ninia och familjen Thyrididae. Inga underarter finns listade i Catalogue of Life.